# William Connor Magee
William Connor Magee (17 décembre 1821 – 5 mai 1891) est un ecclésiastique anglican d'origine irlandaise.
Il se fait remarquer par son opposition véhémente à l'Acte de désétablissement de l'Église d'Irlande. Il est évêque de Peterborough de 1868 à 1891, puis archevêque d'York pendant quelques mois en 1891, jusqu'à sa mort.